# AB Liva Fabriker
AB Liva Fabriker var en svensk tillverkare av margarin som ingick i Unilever
1961 uppförde företaget Unilever en stor margarinfabrik i närheten av vattnet inom företaget AB Liva Fabriker, då man slog ihop Unilevers Arboga margarinfabrik, Margarinfabriken Svea i Kalmar, Agra i Stockholm och företaget Vandenbergh i Sundbyberg till en gemensam produktionsenhet som förlades till Gåshaga på Lidingö.
Fabriken kom att förse stora delar av Sverige med margarin och vegetabilisk olja. Större delen av råvaran fraktades till Gåshaga med företagets egna tankfartyg kallat "Margot" med anspelning på margarin, som lade till vid kajen nedanför fabriken. I mitten på 1980-talet hade man som mest cirka 220 anställda och tillverkade 40 000 ton margarin per år samt stora volymer raffinerad vegetabilisk olja, främst soja- och rapsolja, som såldes på 10–litersdunkar och 200–litersfat till grossister och bagerier. Restprodukter från tillverkningen exporterades med järnvägstankvagnar till Tyskland för användning inom kosmetikaindustrin. 
På hösten 1991 togs beslutet att lägga ner fabriken i Gåshaga och slå ihop den med bolagets margarinfabrik i Helsingborg, föranlett av en alltmer hårdnande konkurrens från Europas andra större margarinfabriker. Fabriken stängdes 1992 varvid de stora lokalerna stod tomma under några år. Idag har företaget Bonver Videodata AB sin huvudverksamhet i lokalerna som dessutom inrymmer ett antal mindre separata företag. 